# Seefelder Spitze
Seefelder Spitze är en bergstopp i Österrike.   Den ligger i distriktet Innsbruck-Land och förbundslandet Tyrolen, i den västra delen av landet, 400 km väster om huvudstaden Wien. Toppen på Seefelder Spitze är 1 917 meter över havet.
Terrängen runt Seefelder Spitze är bergig söderut, men norrut är den kuperad. Runt Seefelder Spitze är det ganska tätbefolkat, med 80 invånare per kvadratkilometer.. Närmaste större samhälle är Innsbruck, 14,4 km sydost om Seefelder Spitze. 
I omgivningarna runt Seefelder Spitze växer i huvudsak barrskog.